# 何铁虎
何铁虎（1959年1月—），陕西洛南人，中华人民共和国政治人物。

## 生平
1959年1月，何铁虎出生在陕西省洛南县。
1975年10月至1984年8月，何铁虎是洛南县石门供销社的一名会计，期间于1976年12月加入中国共产党。1984年8月，何铁虎进入洛南县税务局，1990年2月升任副局长，1992年6月升任局长。1994年12月，何铁虎调任商洛地区国税局副局长。1997年11月，何铁虎调回洛南县，出任县委副书记。
1999年3月，何铁虎调任中共柞水县委副书记、柞水县人民政府县长，2001年4月升任县委书记。
2003年1月，何铁虎调任商洛市财政局局长、党组书记，2006年1月兼任中共商洛市委政法委副书记，同年7月出任中共商洛市委政法委书记，卸任商洛市财政局局长、党组书记。2007年3月，何铁虎出任中共商洛市委常委、政法委书记、市公安局党委书记兼局长，2008年12月卸任局长，2010年12月卸任市公安局党委书记。2011年2月，何铁虎出任商洛市人民代表大会常务委员会副主任、党组书记，2012年2月升任主任。

### 落马
2024年10月12日，何铁虎涉嫌严重违纪违法接受陕西省纪委监委纪律审查和监察调查。